# Afroedura nivaria
Espèce
Synonymes
- Oedura nivaria Boulenger, 1894

Statut de conservation UICN

 LC  : Préoccupation mineure
Afroedura nivaria est une espèce de geckos de la famille des Gekkonidae.

## Répartition
Cette espèce se rencontre au Lesotho et au KwaZulu-Natal, au Cap-Oriental et dans l'État-Libre en Afrique du Sud.

## Publication originale
- Boulenger, 1894 : On a gecko from South Afnica. Proceedings of the Zoological Society of London, vol. 1894, p. 608-609 (texte intégral).